# Pronotalia
Pronotalia is een geslacht van vliesvleugeligen uit de familie Eulophidae. De wetenschappelijke naam van dit geslacht is voor het eerst geldig gepubliceerd in 1957 door Gradwell.

## Soorten
Het geslacht Pronotalia omvat de volgende soorten:
- Pronotalia carlinarum (Szelényi & Erdös, 1951)
- Pronotalia erzurumica Doganlar, 1993
- Pronotalia fiorii (Domenichini, 1958)
- Pronotalia hungarica (Erdös, 1955)
- Pronotalia inflata Graham, 1991
- Pronotalia orobanchiae Graham, 1991
- Pronotalia tortumensis Doganlar, 1993
- Pronotalia trypetae Gradwell, 1957